# Galileo Ferraris
Galileo Ferraris (ur. 31 października 1847 w Livorno Piemonte, zm. 7 lutego 1897 w Turynie) – włoski fizyk, inżynier i elektrotechnik. Prowadził badania dotyczące teorii oraz zastosowania prądu przemiennego, a także optyki geometrycznej. W roku 1885 odkrył zjawisko wytwarzania wirującego pola magnetycznego przez prąd przemienny. W latach 1886–1887 zorganizował pierwszą we Włoszech inżynierską uczelnię elektrotechniczną. Udoskonalił konstrukcję alternatora. Był członkiem Akademii Nauk w Turynie.